# Skanditek
Skanditek Industriförvaltning AB var ett svenskt investmentbolag, sedan 1984 noterat på Stockholmsbörsen. 
Skanditek grundades 1984 som Skandigen AB av Bertil Åberg och Tomas Fischer, och var ursprungligen ett utvecklingsbolag för bioteknik, och ägde bland annat Vitrolife.
År 1998 slogs det samman med KBB-bolagen. Det nya företaget bildades formellt genom Skandigens apportemission av aktierna i Dag Tigerschiöld och Johan Björkmans Björkman Tigerschiöld Intressenter AB och Björkman Fritzell Tigerschiöld AB, vilka ägde 70 procent av G. Kallstrom & Co AB (KBB-bolagen). Styrelseordförande var först Johan Björkman och senare Dag Tigerschiöld, och VD från 1999 Patrik Tigerschiöld. 
Bland innehaven fanns Partnertech och Mydata automation. 
I januari 2010 gick Skanditek samman med Bure Equity, som det hade ett stort innehav i..